# HD 92063
HD 92063, eller t1 Carinae, är en orange jätte i stjärnbilden Kölen.
Stjärnan är en misstänkt variabel  som har visuell magnitud +5,08 varierar utan någon fastställd amplitud eller periodicitet.. Den befinner sig på ett avstånd av ungefär 265 ljusår.